# Palpares elegantulus
Palpares elegantulus is een insect uit de familie van de mierenleeuwen (Myrmeleontidae), die tot de orde netvleugeligen (Neuroptera) behoort. 
Palpares elegantulus is voor het eerst wetenschappelijk beschreven door Péringuey in 1910.